# 杉ひろし・まり
杉ひろし・まり（すぎ- ）は、日本の夫婦漫才コンビ。落語芸術協会所属。

## 概要
ひろしは松竹楽劇団のボーイとして、大津萬里といったまりと出会い結婚。第二次世界大戦前は大阪で吉本興業に所属していた。ひろしの出征、復員後、1947年春風亭柳好に薦められ東京の落語芸術協会へ。東京漫才協会にも所属し1989年5月まで活動した。その後九州へ帰り、のち二人とも亡くなった。
自分たちの芸をスイングコントと名付けていた。別名「ハワイアン漫才」。

## メンバー
杉ひろし（本名；斎藤勝、1918年2月28日 - 没年不詳） ギター担当。
長崎音楽院卒業。松竹楽劇団のボーイであった。
杉まり（本名：斎藤冬子、1923年1月2日 - 没年不詳）　三味線担当。
大津お万の弟子で大津萬里といった。